# Erstausrüster
Ein Erstausrüster (englisch Original Equipment Manufacturer, OEM, übersetzt Originalausrüstungshersteller) ist ein Hersteller von Komponenten oder Produkten, der diese nicht selber in den Einzelhandel bringt. Der Begriff „OEM“ (im Gegensatz zu „Erstausrüster“) wird in der Automobilindustrie synonym mit einem Fahrzeughersteller verwendet.
In einigen Branchen haben sich speziellere Bedeutungen des Begriffs etabliert. So versteht man in der Maschinenbau- und Automobilindustrie unter einem Erstausrüster ein Zulieferunternehmen, dessen Produkte bei der Herstellung des Fahrzeugs verwendet werden. Wird dasselbe Produkt später zum Ersatz des defekten Originalteils vertrieben, so handelt es sich um einen Aftermarket-Verkauf. Häufig werden Ersatzteile von Konkurrenten der Erstausrüster zu einem geringeren Preis auf dem freien Teilemarkt (Independent Aftermarket, IAM) verkauft.
Falls ein Unternehmen seine Produkte zusätzlich auch selber an Endkunden vertreibt, wird der Preisabschlag bei Lieferung an Wiederverkäufer als OEM Discount bezeichnet.

## Unterscheidung
Ein Hersteller, der einen bekannten und positiv besetzten Markennamen hat, wird diesen in der Regel auch nutzen, um seine eigenen oder zugekaufte Waren abzusetzen. Dadurch ist er aber auch an zahlreiche gesetzliche Vorschriften gebunden. So muss er beispielsweise die Ersatzteilbevorratung sicherstellen und ist hinsichtlich Produkthaftung und Gewährleistung verantwortlich. Des Weiteren entstehen hohe Kosten für Werbung und Vertrieb.
Ein Auftragshersteller, der nicht über Markennamen und entsprechende Vertriebskanäle verfügt, kann sich ganz auf Forschung, Entwicklung und Produktion konzentrieren und seine Produkte gleichzeitig an mehrere Markenhersteller verkaufen.
Vor allem in der metallverarbeitenden Industrie spricht man hier gerne von der „verlängerten Werkbank“ der Markenanbieter.

## Begriffsverwirrung
Eine Reihe von Markenherstellern liefern sowohl Produkte an den Handel als auch fertige Produkte an andere Hersteller. Diese sind in der Regel baugleich, können sich aber zum Beispiel in einer nicht durchgeführten Warenausgangskontrolle unterscheiden oder durch Modifikationen nach Wunsch des Kunden – in der IT-Branche werden z. B. einige Hauptplatinen-Modelle in der OEM-Version mit anderen Funktionen oder Anschlüssen (meist die Gehäuse-Anschlüsse) bestückt. In diesem Fall spricht man auch vom Badge-Engineering.
Im Automotive-Bereich wird der Automobilhersteller selbst als OEM bezeichnet. In der Zulieferkette bzw. Zulieferpyramide werden die Ausdrücke Tier-1 oder First Tier („Rang 1“ oder „Erste Ebene“) für direkte Lieferanten an einen OEM mit den weiteren Sublieferanten in der Struktur Tier-2 oder Second Tier, Tier-3 oder Third Tier und so fort verwendet.

## Erstausrüster-Produkte im Handel
Aus Überbeständen oder Konkursmasse landen dennoch Erstausrüster-Produkte im Handel. Dies ist legal, jedoch ist es nun der Händler, der die Ware in Verkehr bringt und für etwaige Mängel haftet.

## Sonderfälle in der Computerbranche

### OEM-Software

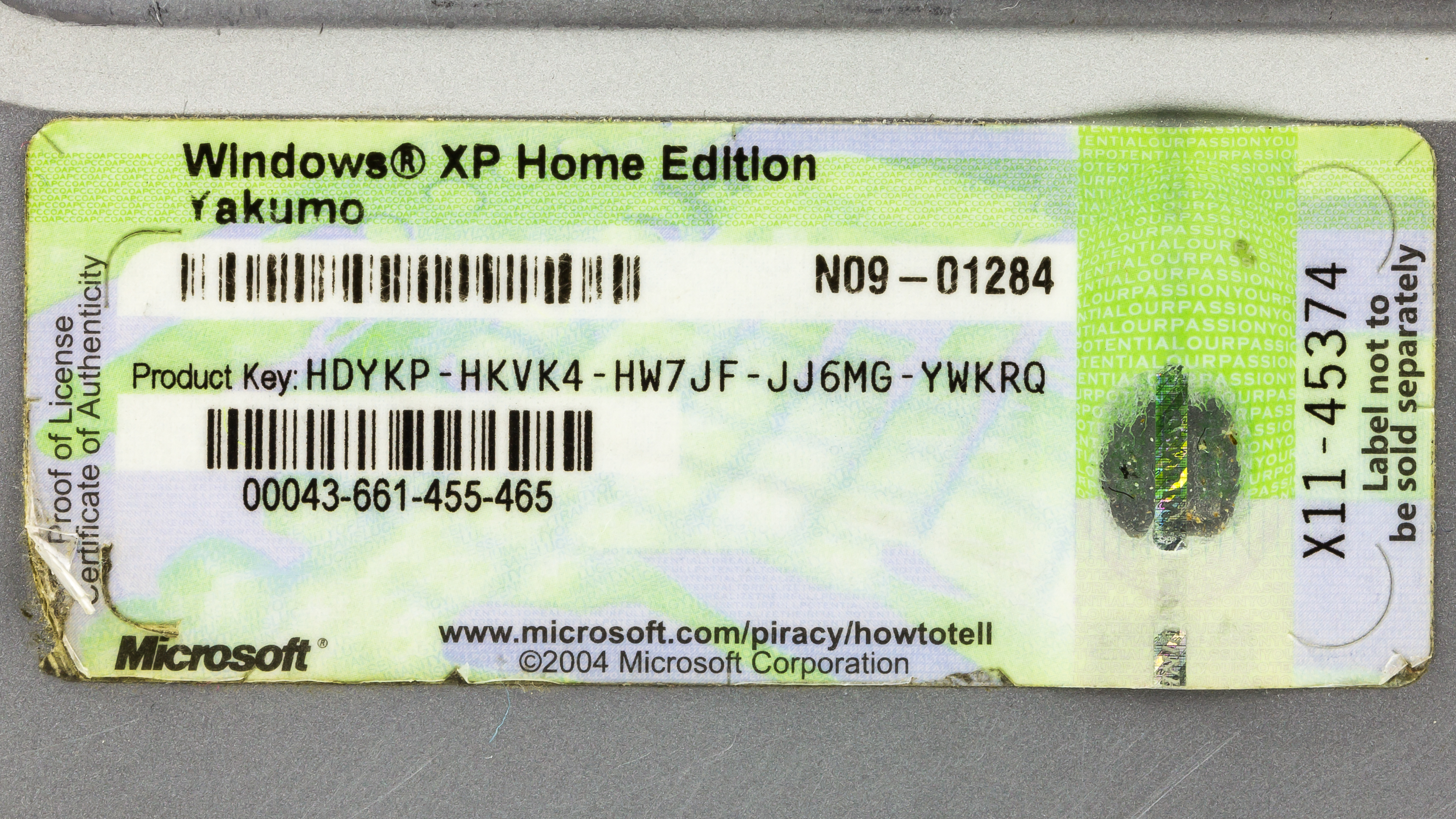
Zertifikat für eine auf Yakumo zugelassene OEM-Version von Windows XP Home

OEM-Software kann sich von der sogenannten Vollversion (Retail) durch einen geringeren Lieferumfang oder eingeschränkte Funktionalität, manchmal aber auch nur durch ein anderes Nutzungsrecht (bei ansonsten identischer Funktionalität) unterscheiden.
Meistens ist der Verkauf von OEM-Software lizenzrechtlich nur in Verbindung mit Hardware erlaubt. In Deutschland ist ein solches Verbot für einen nicht vertragsgebundenen Händler gerichtlich für unwirksam erklärt worden. – OEM-Versionen sind in der Regel upgrade- oder updatefähig.
Beispiel 1: Die Software Nero Burning ROM des Herstellers Nero zum Brennen von CDs und DVDs wird beispielsweise in drei unterschiedlichen OEM-Versionen verkauft. Die OEM-Versionen werden CD- und DVD-Brennern beigelegt, jedoch teilweise auch auf dem freien Markt zu einem geringeren Preis angeboten. Wenn diese Version mit Brennern mitgeliefert wird, verwendet sie meistens einen CD-Key, der nur mit dem Brenner, mit dem die Software mitgeliefert wurde, funktioniert. Oftmals ist auch die Funktionalität eingeschränkt, so dass nur der sogenannte „Express-Modus“, nicht jedoch die volle Benutzeroberfläche verwendet werden kann.
Beispiel 2: Microsoft verkauft deutlich billigere OEM-Versionen ihrer Software (z. B. Office oder Windows) an Händler, welche dann aber die Software zusammen mit einem neu gekauften PC ausliefern (engl. bundle) müssen. Diese Softwarelizenzen sind dafür jedoch auch mit weniger bzw. eingeschränkten Nutzungsrechten verbunden. Welche Nutzungsrechte Anwendung finden, kann im jeweiligen Endbenutzer-Lizenzvertrag (engl. abgekürzt EULA) nachgelesen werden. Hier kann z. B. vermerkt sein, dass die Lizenz nicht downgrade-fähig ist (es darf mit der erworbenen Softwarelizenz keine ältere Vorgängerversion des Programmes installiert werden) oder dass das Reimaging nicht zugestanden wird (es darf nicht von einem anderen Original-Datenträger, der zu einer anderen Lizenz oder einem anderen Lizenzvertrag gehört, installiert werden als von dem, der zusammen mit der Lizenz herausgegeben wurde).
Mit anderen Worten zahlt ein Kunde beim Neukauf eines PCs zusammen mit einer vorinstallierten OEM-Version viel weniger, als wenn er denselben PC und eine normale Verkaufsversion der gleichen Software getrennt kauft. Selbst wenn er zunächst nur die Hardware kauft und beim selben Händler kurze Zeit später die Software, hat er kein Anrecht auf die günstigere OEM-Version mehr. Microsoft nennt seine OEM-Versionen OSB, was für OEM for System Builder bzw. SB(V) (System Builder (Version)) steht. Die OEM- und die SB-Versionen unterscheiden sich jedoch in den eingeräumten Rechten nur geringfügig voneinander.
Recovery-CD: Manche Erstausrüster beschriften die Windows-CDs mit dem Zusatz „Recovery“. Diese verfügen meistens über den gleichen Leistungsumfang wie eine Windows-Original-Version und sind nicht nur zum Wiederherstellen eines Systems geeignet, sondern können zur kompletten Neuinstallation eines PCs genutzt werden. (Ausnahme: Bei älteren Windows-Versionen, wie z. B. Windows ME, kam es vor, dass die Recovery-CDs nur ein Festplatten-Image mit komplett vorinstallierten Treibern des jeweiligen PC enthielten. Eine Neuinstallation auf einen anderen PC war mit diesen Versionen nur sehr schwer möglich.) Oftmals werden Recovery-CDs auch als OEM-CDs verkauft, da sie die gleichen Eigenschaften wie OEM- bzw. SB-Versionen besitzen.
Allerdings gibt es bei Recovery-CDs häufig mehrere Einschränkungen. Einerseits verfügen die meisten CDs über einen Kopierschutz; andererseits sind sie meist fest an das gelieferte PC-Set gekoppelt und führen vor der Installation in der Regel eine Hardwareprüfung durch. Recovery-CDs lassen sich daher nicht auf Rechnern anderer Hersteller installieren, was den Wiederverkauf verhindern soll. PC-Hersteller genossen bei der Programmierung von Recovery-CDs viele Freiheiten und konnten sie mit den neuesten und geeignetsten Treibern versehen, was die Installation am Original-PC erleichterte. Microsoft förderte die Verbreitung von Recovery-CDs mit besonderen Rabatten, um die unbefugte Weitergabe der Software zu verhindern. Seit der Einführung der Microsoft-Produktaktivierung sind Recovery-CDs seltener geworden.
Laut einem Urteil des BGH vom 6. Juli 2000 ist es Händlern in Deutschland erlaubt, auch OEM-Versionen ohne Bindung an Hardware zu verkaufen. So können OEM-Versionen auch ohne Hardware erworben werden. Die Firma Microsoft hatte gegen dieses Vorgehen geklagt und verloren. Somit sind OEM-Versionen legal separat erhältlich. Microsoft selbst bzw. die Distributoren verkaufen die System-Builder-Versionen von Windows und Office nur an spezielle Vertragspartner Microsofts. In entsprechenden Verträgen verpflichtet sich der System Builder, diese Versionen nur auf Neu-PCs zu installieren und auch nicht einzeln zu verkaufen. Für jede einzelne System-Builder-Version muss der Händler Verkaufsnachweise Microsoft gegenüber vorlegen. Diese Verträge wurden als Reaktion auf das BGH-Urteil eingeführt, und sie sind auch nicht durch dieses Urteil betroffen, ebenso wenig wie diese speziellen System-Builder-Versionen. Da der Laie diese speziellen System-Builder-Versionen (OSBs) von „normalen“ System-Builder-Versionen (Non-OSB) nicht unterscheiden kann, ist der Kauf legal, der Verkauf durch einen Microsoft-Vertragspartner aber nicht.
Ein weiterer Streitpunkt ist die Umwandlung einer Recovery-CD in eine normale Windows-CD. Technisch gesehen ist das ohne Weiteres möglich, da die benötigten Dateien auf der Systempartition liegen. Das Vorgehen ist auch legal, sofern lediglich „der reibungslose Betrieb gewährleistet wird“. Die so gewonnene Windows-Version auf mehreren PCs oder Partitionen zu installieren ist allerdings – genau wie bei einer Retail-Version – illegal.

### OEM-Hardware
Diese wird für ein anderes Unternehmen gefertigt, unter dessen Markennamen das Produkt dann angeboten wird. Sogenannte Bulk-Versionen sind dann als OEM-Produkte zu bezeichnen, wenn sie von einem Systemintegrator oder Value-added Reseller (VAR) in ein System verbaut und verkauft werden. Bulk-Versionen, die lose unter der Bezeichnung des echten Herstellers verkauft werden, sind streng genommen keine OEM-Produkte, werden aber gerne (fälschlich) als solche – insbesondere im IT-Hardwarebereich – bezeichnet. Die für den Endkundenmarkt bestimmte Retail-Hardware unterscheidet sich von dem Bulk-Produkt meist durch eine aufwändigere Verpackung sowie zusätzlich mitgeliefertes Zubehör wie Kabel, Schrauben, (längere) Herstellergarantie und sonstige Beigaben. Bei echter OEM-Hardware wird Problemunterstützung häufig nicht durch den ursprünglichen Hersteller (OEM) geboten („kein Gerätesupport“), der Kunde ist dann auf Unterstützung seines Händlers oder Systemintegrators angewiesen.
Beispiel 1: Der Hersteller Asus produziert spezielle OEM-Versionen seiner Mainboards, die dann von Komplettsystemanbietern in ihren PC-Systemen verbaut werden. Oftmals sind diese OEM-Versionen dann auch gegenüber der Verkaufsversion modifiziert, z. B. durch das Anzeigen des Logos des Komplettsystemanbieters beim Start oder durch andere Gehäuse-Anschlüsse.
Beispiel 2: Der Hersteller Hewlett-Packard verkauft CD-Recorder (Brenner) an Endkunden, produziert die entsprechenden Komponenten jedoch nicht mehr selbst. Stattdessen kauft Hewlett-Packard OEM-Laufwerke von Philips, Samsung, LG und Lite-On und baut diese in mit dem eigenen Markennamen versehene Gehäuse ein. Ähnliche Verfahren sind u. a. auch bei Digitalkameras der Marke Medion üblich.
Beispiel 3: Haushaltsgeräte wie Wasch- und Spülmaschinen der Marken Bosch und Siemens werden von dem zur Robert Bosch GmbH gehörenden, aber rechtlich eigenständigen Unternehmen BSH Hausgeräte GmbH gefertigt. Die BSH Hausgeräte GmbH ist somit OEM für die Produkte, da selbige unter dem Marken- und Herstellernamen Bosch oder Siemens verkauft werden und auch letztere Unternehmen primärer Ansprechpartner bei Garantie- (nicht Gewährleistung) und Kulanzfragen durch Endkunden sind.